# Henryk z Wierzbna (zm. 1319)
Henryk z Wierzbna także Henryk z Wierzbnej (niem.  Heinrich von Würben, cz. Jindřich z Vrbna; ur. pod koniec lat 60. XIII w., zm. 23 września 1319) – biskup wrocławski w latach 1302–1319. Organizator trybunału inkwizycyjnego na Śląsku.

## Życiorys
Pochodził z rodu panów z Wierzbnej. Był trzecim i najmłodszym synem Jana, kasztelana Ryczyna, bratem Stefana i Jana.
Jeszcze wiosną 1289 wzmiankowany jako świecki komes; natomiast od 31 sierpnia 1290 występował jako kanonik wrocławski. Zwolennik króla Wacława II Czeskiego i jego rządów w Polsce. Potem popierał biskupa krakowskiego Jana Muskatę, swego krewnego. Przeciwny był Władysławowi I Łokietkowi i arcybiskupowi Jakubowi Śwince. Popieranie przez Henryka z Wierzbna Przemyślidów, zwalczanych wówczas przez papieża, spowodowało jego ekskomunikę oraz proces w Awinionie (1310–1314). Był faktycznym twórcą niezależnego księstwa biskupiego zwanego księstwem nysko-otmuchowskim. Jako pierwszy z biskupów wrocławskich przyjął tytuł książęcy.
W latach 1311–1312 uczestniczył w soborze powszechnym w Vienne.
W 1315 zorganizował na Śląsku trybunał inkwizycyjny, który wydawał też i wyroki śmierci poprzez spalenie na stosie. W wyniku prowadzonego w tym roku z jego inicjatywy śledztwa we Wrocławiu, Świdnicy i Nysie spalono ponad 50 waldensów uznanych za heretyków przez trybunał, któremu przewodniczył wrocławski biskup pomocniczy Paweł z Bancz.
Zmarł we Wrocławiu, gdzie został pochowany w prezbiterium katedry. W 1950 roku jego szczątki przeniesiono do krypty przy kaplicy Najświętszego Sakramentu.